# Pandemos salvator
Pandemos salvator är en fjärilsart som beskrevs av Hans Ferdinand Emil Julius Stichel 1911. Pandemos salvator ingår i släktet Pandemos och familjen Riodinidae. Inga underarter finns listade i Catalogue of Life.